# George Hay (7e marquis de Tweeddale)
George Hay, 7e marquis de Tweeddale (1753 - 9 août 1804) est un pair écossais.

## Biographie
Il est un arrière-petit-fils de John Hay (2e marquis de Tweeddale) et, en 1787, il hérite des titres de son cousin germain, le 6e marquis. Il devient ensuite bourgmestre d'Édimbourg un an plus tard, Lord Lieutenant du East Lothian en 1794 et pair représentant écossais en 1796. Le 18 avril 1785, il épouse Hannah Maitland (fille de James Maitland (7e comte de Lauderdale)) et ils ont :
- George Hay (8e marquis de Tweeddale) (1787-1876)
- James (1788-1862) général de l'armée, marié Elizabeth Forbes
- John Hay (1793-1851) (en) contre-amiral, marié Mary Cameron
- Edward George (1799-1862) colonel, mort célibataire
- Thomas (1800-1890) ministre religieux, marié à Harriet Kinloch
- Julia Tomasina (178ì97; décédée en 1835), épouse John Hobhouse le 1er baron Broughton
- Elizabeth (décédée en 1868), épouse James Hope-Vere (arrière-petit-fils de Charles Hope (1er comte de Hopetoun))
- Dorothea Frances (décédée en 1875), épouse John Ley
- Hannah Charlotte (décédée en 1876), épouse John Tharp (petit-fils de John Murray (4e comte de Dunmore))

En raison de la santé déclinante du marquis, lui et sa femme sont allés parcourir le continent en 1802, à partir de la France. C'est là qu'ils sont capturés par la police de Napoléon un an plus tard, avec d'autres sujets britanniques, lorsque la guerre reprend entre les deux pays. Ils sont alors emprisonnés dans la forteresse de Verdun et la marquise y meurt le 8 mai 1804, ainsi que le marquis au cours du mois d'août suivant.